# Епархия Сан-Фелипе (Венесуэла)
Епархия Сан-Фелипе (лат. Dioecesis Sancti Philippi in Venetiola) — епархия Римско-католической церкви с центром в городе Сан-Фелипе, Венесуэла. Епархия Сан-Фелипе входит в митрополию Баркисимето. Кафедральным собором епархии Сан-Фелипе является церковь Святого Филиппа.

## История
7 октября 1966 года Папа Римский Павел VI издал буллу «Ex quo tempore», которой учредил епархию Сан-Фелипе, выделив её из архиепархии Баркисимето и епархии Валенсии.

## Ординарии епархии
- епископ Томас Энрике Маркес Гомес (30.11.1966 — 29.02.1992);
- епископ Нельсон Антонио Мартинес Руст (с 29 февраля 1992 года).